# Deutsches Maler- und Lackierer-Museum

Museum im „Glockenhaus“, Westansicht

Das Deutsche Maler- und Lackierer-Museum ist ein Fachmuseum im Hamburger Stadtteil Billwerder, das sich mit der Geschichte des Maler- und Lackiererhandwerks im deutschsprachigen Raum beschäftigt. Es wurde 1984 gegründet und befindet sich im denkmalgeschützten sogenannten Glockenhaus. Träger ist der Verein zur Förderung des Deutschen Maler- und Lackierer-Museums e. V. in Kooperation mit der Maler- und Lackierer-Innung Hamburg.

## Geschichte
Das Museum wurde am 18. Mai 1984 eröffnet. Die Idee zur Gründung entstand 1981 innerhalb der Maler- und Lackierer-Innung Hamburg, unter anderem durch den damaligen Obermeister Joachim Germann. Es sollte ein zentraler Ort zur Bewahrung und Vermittlung der Handwerksgeschichte entstehen. Als Standort wurde das sogenannte Glockenhaus in Hamburg-Billwerder gewählt – ein denkmalgeschütztes Fachwerkhaus aus dem 17. Jahrhundert, das bis ins 20. Jahrhundert als Schule genutzt wurde.

## Sammlung
Die Sammlung des Museums dokumentiert die Entwicklung des Maler- und Lackiererhandwerks vom Spätmittelalter bis in die Gegenwart. So befinden sich hauptsächlich handwerkliche Arbeiten, Maschinen und Werkzeuge verschiedener Malergenerationen innerhalb der Ausstellung, an welcher ein Barock- und Kräutergarten angrenzt.
Zu den Ausstellungsstücken gehören:
- historische Werkzeuge und Farbmühlen
- Mustertafeln und dekorative Maltechniken wie Schablonenmalerei oder Marmorierung
- Zunftzeichen, Urkunden, Innungsfahnen
- Gesellen- und Meisterbriefe
- Arbeitsproben aus Abschlussprüfungen
- Berufskleidung und Fachliteratur[8][9][10]

## Trägerschaft
Das Museum wird vom gemeinnützigen Verein zur Förderung des Deutschen Maler- und Lackierer-Museums e. V. getragen, in Zusammenarbeit mit der Maler-und-Lackierer-Innung Hamburg. Die Arbeit erfolgt überwiegend ehrenamtlich. Der Verein organisiert Ausstellungen, Veranstaltungen und Führungen und sorgt für die Erhaltung des Hauses. Die Finanzierung erfolgt durch Mitgliedsbeiträge, Spenden und Fördermittel.

## Bildungsarbeit
Das Museum dient als Lernort für Auszubildende, Fachschulen und Meisterkurse. Es beteiligt sich an Programmen wie dem Tag des offenen Denkmals und der Langen Nacht der Museen in Hamburg. Darüber hinaus werden spezielle Führungen und Veranstaltungen für Schulklassen, Handwerkskammern und Fachpublikum angeboten.

## Rezeption
In der Fachpresse wird das Museum regelmäßig gewürdigt. Die Fachzeitschrift Malerblatt beschrieb das Museum 2014. Die taz lobte 2023 den künstlerischen Anspruch des Hauses und hob hervor, es sei „fast ein Kunstmuseum“.
Das Hamburger Abendblatt berichtete 2024 über Modernisierungspläne und kritisierte zugleich, dass das Museum bisher „ein versteckter Schatz“ geblieben sei, mit eingeschränkten Öffnungszeiten und wenig öffentlicher Sichtbarkeit.